# Быструха (Нижегородская область)
Быстру́ха — сельский посёлок в Краснобаковском районе Нижегородской области. Входит в состав Чащихинского сельсовета.
По данным на 1999 год, численность населения составляла 291 чел.